# Festival international du film de Jakarta
Le Festival international du film de Jakarta (ou JiFFest) est le festival de cinéma le plus important d'Indonésie. Il se tient à Jakarta tous les ans, en décembre, depuis 1998. Il s'intéresse au cinéma indonésien mais aussi plus généralement au cinéma international.